# Macrocarpaea domingensis
Macrocarpaea domingensis är en gentianaväxtart som beskrevs av Ignatz Urban och Ekman. Macrocarpaea domingensis ingår i släktet Macrocarpaea och familjen gentianaväxter. Inga underarter finns listade i Catalogue of Life.